# Johan Rudolph Thorbecke

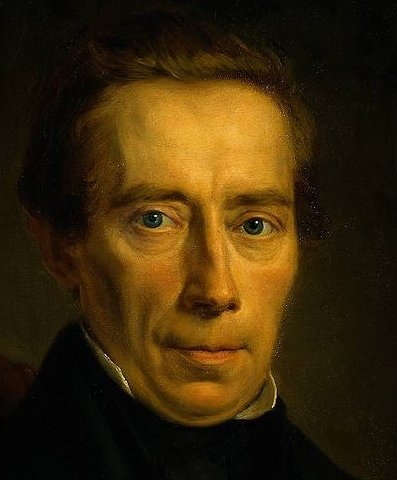
Johan Rudolph Thorbecke-

Johan Rudolph Thorbecke, född 15 januari 1798 i Zwolle, Bataviska republiken, död 4 juni 1872 i Haag, var en nederländsk professor i juridik och statsvetenskap, liberal politiker, statsman, och tre gånger landets premiärminister, de facto landets första premiärminister. Thorbecke skrev konstitutionen för Nederländerna.

## Biografi
Thorbecke anställdes 1825 som professor i statskunskap vid Gents universitet och utnämndes 1830 till juris professor i Leiden. I skrifter och som ledamot av deputeradekammaren (1840-1844) påyrkade han energiskt författningsreformer. Han insattes också 1848 i den kommitté som upprättades för detta ändamål, och utarbetade det viktiga författningsförslag, som samma år blev gällande grundlag.
I oktober 1849 kallades Thorbecke till konseljpresident och inrikesminister. Som sådan genomdrev han flera lagar (bland annat lagen om församlingsrätt samt provins- och kommunalordningarna) och förvaltningsåtgärder (lånekonverteringar, minskning av statsutgifterna, utsträckning av järnvägsnätet med mera), genom vilka den politiska friheten och det allmänna välståndet främjades. Men den ovilja som framkallades bland den protestantiska befolkningen genom hans underhandlingar med påvestolen och om kyrkans skiljande från staten och påvens rätt att utnämna ett antal katolska biskopar i Nederländerna, förmådde kungen att avskeda ministären Thorbecke, i april 1853. Han efterträddes av Floris Adriaan van Hall.
Efter någon tid lyckades dock Thorbecke i spetsen för oppositionen inta en mycket inflytelserik ställning, och januari 1862 vart han igen premiärminister, efter Schelto van Heemstra. Ehuru flera betydande reformer (till exempel en mellanskolereform, upphävande av slaveriet i de nederländska kolonierna) utmärkte tiden för hans andra kabinett, motsvarade han inte de förväntningar som ställts på honom. Han utträdde i mars 1866 ur ministären, och efterträddes av Isaäc Dignus Fransen van de Putte.
Men i maj 1868 fick han i uppdrag att bilda ett nytt kabinett, och januari 1871 övertog han för tredje gången inrikesportföljen, efter Pieter Philip van Bosse. Då ett förslag han framlagt rörande inkomstskatten avslogs, avgick han maj 1872 jämte sina kolleger, varmed Gerrit de Vries Azn tillträdde posten.
Åt Thorbecke, som ofta betraktas som en av de störste statsmän Nederländerna ägt i nyare tid, restes i Amsterdam 1876 en minnesvård. Hans anföranden i riksdagen, Parlamentaire redevoeringen, utgavs 1867-1876 i 6 band; en samling av Thorbeckes Historische schetsen hade utkommit 1860 (2:a uppl. 1872). Hans brevväxling med Groen van Prinsterer (1830-32) offentliggjordes 1873.